# Pokédollar
Le Pokédollar (₽) est une monnaie fictive utilisée dans les jeux vidéo ainsi que dans la série Pokémon. Il est représenté par le signe ₽, c'est un « P » minuscule orné de deux barres à l'extrémité de sa barre verticale, rappelant fortement le signe du rouble russe (₽), de dollar ($) ou celui du yen (¥).

## Étymologie
Pokédollar est la contraction des mots Pokémon et dollar. Le mot pokémon est lui-même la contraction des mots anglais pocket et monster, littéralement "monstre de poche".

## Valeur
Un blogueur français a tenté de rapprocher l'euro et le pokédollar. En se basant sur le prix de l'eau dans la vraie vie, environ 40 centimes, et dans les jeux, 100 pokédollar, il en déduit que 1€ correspond à 437,5₽, et que 1₽ vaut 0,0028€. Ces chiffres sont biaisés quand on compare le prix d'une bicyclette, qui est de 1 million de pokédollar. Cela équivaut à 2300€. Il apparaît difficile d'estimer le cours du pokédollar car le monde de Pokémon présente un système politico-économique instable, où les combats sont la première rentrée d'argent pour le joueur. De plus, le cours du pokédollar n'a pas changé depuis plusieurs années, le prix des articles restant inchangés. Cela montre que le pokédollar n'a pas de valeur de référence réelle.

## Obtention et utilisation
Traditionnellement, le joueur débute l'aventure avec 3,000₽. Dans Pokémon Soleil et Lune, le joueur commence avec 5,000₽, et assez tôt dans le jeu, sa mère lui donne 30,000₽ supplémentaires. La façon la plus rentable de gagner des pokédollar reste les combats que le joueur effectue contre d'autres dresseurs, le perdant donnant une certaine somme au gagnant en fonction de la difficulté du combat et de l'âge du dresseur. Le joueur peut également vendre des objets au supermarché, où le vendeur lui achètera l'article pour la moitié de sa valeur marchande. 
Les pokédollar accumulés servent au joueur pour acheter de l'équipement comme des Poké Balls ou de quoi soigner ses Pokémon. Le joueur peut posséder jusqu'à 999 999₽, et dans certains opus sa mère peut lui garder la même somme. Néanmoins, depuis Pokémon Noir et Blanc, le joueur peut porter 9 999 999₽.